# 上海・SH760
上海・SH760 (シャンハイ・SH760、Shanghai SH760) は中華人民共和国で1959年から1991年にかけて製造された自動車である。主に一汽紅旗を認可されるほどの重職ではない政府役人向けに製造された。
1958年9月28日、上海市動力機械製造公司（現：上海汽車集団）の組立ラインは同社初の自動車である「鳳凰」(Fenghuang) を製造した。それはまた中国で製造された最初の市販車でもある。それから1960年にかけて、ごく僅かな台数の鳳凰セダンが製造された。鳳凰は丸形ヘッドライトとテールフィンが特徴的であった 。
1964年に鳳凰は車名を上海・SH760と改め、翌1965年から量産を開始した。1968年と1974年に、SH760は外観上の変更を受けた（それぞれSH760AとSH760B）。最後のSH760は1991年11月25日に製造され、累計生産台数は79,526台。最盛期は1984年で6,000台前後であった。
SH760は90 bhp (67 kW; 91 PS) を発揮する直列6気筒2.2Lエンジンを搭載し、4速マニュアルトランスミッションが組み合わせられた。